# Bud Powell in Paris
Bud Powell in Paris is een album van jazzpianist Bud Powell. De plaat werd in februari 1963 in Parijs opgenomen en kwam uit in 1964 uit op het label Reprise. Het album werd geproduceerd door Duke Ellington.
Alternatieve opnames en outtakes van de sessie verschenen later bij Mythic Sound op de plaat Earl Bud Powell, Vol. 6: Writin' for Duke, 63.

## Ontvangst
Volgens critici was Powell in die tijd, met gezondheidsproblemen en enkele jaren voor zijn overlijden, al lang over zijn hoogtepunt heen. Fans van Powell zijn echter enthousiast over dit album.

## Tracks
1. "How High the Moon" (Morgan Lewis, Nancy Hamilton) – 3:54
2. "Dear Old Stockholm" (traditional) – 3:53
3. "Body and Soul" (Johnny Green, Edward Heyman, Robert Sour, Frank Eyton) – 6:05
4. "Jor-Du" (Duke Jordan) – 4:18

1. "Reets and I" (Benny Harris) – 3:43
2. "Satin Doll" (Duke Ellington, Billy Strayhorn, Johnny Mercer) – 4:45
3. "Parisian Thoroughfare" (Bud Powell) – 1:56
4. "I Can't Get Started" (Vernon Duke, Ira Gershwin) – 5:40
5. "Little Benny" (aka "Bud's Bubble") (Harris) – 3:31
6. "Indiana" (James Hanley, Ballard MacDonald) – 4:37 (niet op de oorspronkelijkel LP)
7. "Blues in B Flat" (aka "B Flat Blues" and "Bud's Blue Bossa") (Powell) – 6:59 (niet op de oorspronkelijke LP)

## Bezetting

### Uitvoering
- Bud Powell – piano
- Gilbert Rovere – bass
- Kansas Fields – drums

### Productie
- Duke Ellington – producer
- Leonard Feather – hoestekst
- Donald Leake – hoesillustratie
- Lee Herschberg – digital mastering